# Festitália
Festitália é um festival anual que celebra a imigração italiana que acontece no município brasileiro de Blumenau, Santa Catarina. A Festitália foi criada também para representar todos os descendentes de origem italiana, que representam 40% da população de Blumenau. Também serve para preservar e divulgar a culinária, cultura e tradições trazidas da Itália, o festival também é a maior festa italiana do Estado de Santa Catarina. Em Blumenau, a Festitália é realizada desde o ano de 1994, sendo atualmente o segundo maior festival de Blumenau, perdendo apenas para a Oktoberfest.